# Willi Eplinius
Willi Eplinius (* 12. März 1884 in Werder; † 13. April 1966 in Potsdam) war ein deutscher Filmarchitekt und Theatermaler.

## Leben und Wirken
Der Sohn eines Töpfermeisters hatte nach seiner Ausbildung als Kunstmaler am Kunstgewerblichen Museum gearbeitet und war in dieser Funktion mehrere Jahrzehnte an diversen Theatern tätig, wo er sich einen Namen als Kulissenmaler machte. Sporadisch verdingte er sich nebenbei auch als Maler bei Kinoproduktionen, zum Beispiel bei Reinhold Schünzels letztem deutschen Film vor seiner Emigration Land der Liebe (1937) sowie bei den frühen Kriegsproduktionen Frau nach Maß, Die Rothschilds, Die keusche Geliebte und Komödianten. 
Ende 1940 begann Eplinius als zweiter Architekt an der Ausstattung von Filmen mitzuwirken. Für die Terra setzte er zunächst die Entwürfe des Kollegen Artur Günther um, später auch die anderer Szenenbildner. Nach dem Krieg übernahm 1948 die DEFA Eplinius. Seine Aufgabenstellung bei einigen weniger bedeutenden Frühproduktionen blieb weiterhin die eines Ausführers von Entwürfen und Kulissenmalers, diesmal vorwiegend unter der Anleitung von Willy Schiller. 
Bereits 1952 war seine DEFA-Karriere als Architekt im Bau-Kollektiv beendet, sechs Jahre später schied Willi Eplinius endgültig aus der DDR-Staatsfirma aus.

## Filmografie
- 1941: Friedemann Bach
- 1941: Komödianten
- 1942: Anuschka
- 1942: Der Strom
- 1942: Dr. Crippen an Bord
- 1943: Der ewige Klang
- 1943: Gabriele Dambrone
- 1944/48: Intimitäten
- 1948: Und wieder 48
- 1949: Rotation
- 1950: Der Auftrag Höglers
- 1950: Der Rat der Götter
- 1951: Die Sonnenbrucks
- 1952: Karriere in Paris
- 1953: Geheimakten Solvay